# Жестяной барабан (роман)
«Жестяной барабан» (нем. Die Blechtrommel) — дебютный (и наиболее известный) роман немецкого писателя Гюнтера Грасса. Роман опубликован в 1959 году и является ядром «данцигской трилогии» Грасса, в которую вошли новелла «Кошки-мышки» (1961) и роман «Собачьи годы» (1963).
В центре повествования — история Оскара Мацерата, который в свой третий день рождения, в 1927 году, отказывается расти в знак протеста против обывательской жизни взрослых, которую вели его родственники, и долгие годы сохраняет рост 94 см.
Русский перевод был сделан Софьей Фридлянд и впервые был выпущен в 1997 году украинским издательством «Фолио».

## Структура
Рассказчиком в романе является карлик Оскар Мацерат, родившийся в Данциге (ныне Гданьск) в 1924 году. По его словам, к тому моменту его ум был полностью сформирован. Оскар по собственному желанию перестал расти с третьего года рождения, поэтому взрослые воспринимают его как вечного ребёнка. С помощью своего жестяного барабана Оскар может представить события, в которых не участвовал сам, например зачатие его матери на кашубском поле. В связи с этим Оскар иногда говорит о себе не в первом, а в третьем лице.
Оскар — ненадёжный рассказчик. Его рассказ начинается в 1952 году, когда он лежит в психбольнице. Неизвестно, почему на самом деле Оскар перестал расти: из-за падения или, если верить ему, по собственной воле. Всё это ставит под сомнение достоверность его рассказа.

## Сюжет
В 1952—1954 годах Оскар находится в психбольнице. Он записывает свою историю и рассказывает её санитару Бруно. Иногда его навещают друзья и родственники: Клепп, Витлар, Мария. Главы нередко представляют собой разрозненные эпизоды. Ниже приводится краткий пересказ сюжета, разбитый по книгам и главам романа.

### Книга первая

#### Просторная юбка
История начинается с зачатия матери Оскара, Агнес, в дождливый день в октябре 1899 года. Анна Бронски, мать Агнес и, следовательно, бабушка Оскара, собирает картофельную ботву на своей родине в Кашубии и наблюдает, как поджигатель Йозеф Коляйчек убегает от полиции. В поисках укрытия довольно невысокий Йозеф спасается под юбками Анны — она всегда носит четыре картофельно-коричневые юбки друг на друге. Анна предоставляет ему защиту без всякого отвращения. После ухода полиции Йозеф выползает из-под юбок — судя по всему, он занялся сексом с Анной, пока находился под её юбками. Вероятно, в результате этого и была зачата Агнес, мать Оскара.

#### Под плотом
Йозеф выдаёт себя за человека, который на самом деле утонул, женится на Анне и начинает честную работу в качестве плотогона. Спустя некоторое время Йозеф встречает человека из своего прошлого, который знает его как поджигателя. Во время праздника Йозеф паникует и ныряет под плавающие брёвна. Он никогда не появляется снова. Возможно, он утонул, но Оскар также высказывает предположение, что Йозеф эмигрировал в Америку и разбогател там под именем Джо Колчик.

#### Мотылёк и лампочка
Агнес Коляйчек вырастает и выходит замуж за Альфреда Мацерата, повара-любителя и солдата Первой мировой войны, с которым она познакомилась в 1918 году, будучи медсестрой в военном госпитале под Данцигом. Вскоре немецкий город Данциг становится Вольным городом, перейдя под контроль Лиги Наций. Альфред и Агнес покупают небольшую лавку колониальных товаров. Спустя некоторое время рождается Оскар. Сначала он видит мотылька, кружащегося вокруг двух горящих лампочек. В ретроспективе он описывает это как барабанную игру. Оскар упоминает, что он принадлежит «к числу тех восприимчивых младенцев, чьё духовное развитие уже завершено к моменту появления на свет». Он слышит, что Агнес обещает ему в свой третий день рождения жестяной барабан, и с охотой ждёт его. Она выполняет своё обещание, и Оскар получает маленький барабан, окрашенный в польские национальные цвета — красный и белый.

#### Фотоальбом
С помощью фотоальбома рассказчик вспоминает различные эпизоды своего раннего детства. Это создаёт впечатление мелкобуржуазных условий жизни в городе Гданьске, где проходит защищённое от невзгод детство Оскара. Наконец, в свой третий день рождения он получает жестяной барабан от Агнес. Мать Оскара сдержала своё слово.

#### Стекло, стакан, стопарик
На своё трёхлетие Оскар решает перестать расти и остаться трёхлетним навсегда; чтобы у его родителей было логичное объяснение этому, он падает со ступеньки лестницы, ведущей в погреб, и получает увечья. После этого Оскар целиком посвящает себя барабану. Мацерат и Агнес, боясь, что Оскар порежется об острые жестяные края барабана, пытаются отнять подарок у него, но Оскар, яростно сопротивляясь, обнаруживает у себя уникальную способность: он может разбивать стёкла своим криком. Ужаснувшись разбитому криком стеклу старых часов, Ян Бронски, двоюродный брат и любовник Агнес, вскоре дарит Оскару новый барабан. Когда Оскару исполняется пять лет, Агнес окончательно осознаёт, что он перестал расти, и начинает водить его к доктору Холлацу. При попытке отнять барабан Оскар разбивает своим криком колбы и витрины в кабинете доктора. Тот, однако, использует произошедшее, чтобы опубликовать в медицинском журнале статью о феномене Оскара, и пытается за счёт этого продвинуться по карьерной лестнице.

#### Расписание уроков
В шестилетнем возрасте Оскара отправляют в школу Песталоцци, но в первый же день он, сопровождаемый матерью, разбивает все стёкла в классе, а также очки учительницы, фройляйн Шполленхауэр, когда она покушается на его барабан.

#### Распутин и азбука
Родители Оскара отказываются от мысли отдать его в школу. Оскар понимает, что ему надо учиться где-то вне школы, и пытается найти учителя. Потерпев неудачу с несколькими соседями, он обращается к Гретхен Шефлер, жене пекаря. У Шефлеров нет детей, поэтому Гретхен рада проводить время с Оскаром. Она увлекается вязанием и охотно демонстрирует Оскару связанную ею одежду. Оскар с помощью хитрости добивается, чтобы Гретхен читала ему книгу «Распутин и женщины», а затем и «Избирательное сродство» Гёте. Иногда он вырывает страницы из этих книг, чтобы затем читать их в одиночестве. Именно так Оскар тайно от всех учится читать и писать.

#### Пение с дальним радиусом действия на Ярусной башне
Каждый четверг Агнес оставляет Оскара на несколько часов у Сигизмунда Маркуса — еврея, продающего игрушки. Именно у него семья Оскара покупала жестяные барабаны. Агнес всегда проводит это время с Яном Бронски в пансионе и в кафе. В один из таких дней Оскар тайно уходит из лавки Маркуса, забирается на Ярусную башню и разбивает своим голосом стёкла городского театра.

#### Трибуны
Агнес проникается любовью к пьесам, опере и цирку и пытается привить любовь к ним своей семье. Оскар знакомится с Беброй — коротышкой, который работает в цирке. Бебра восхищается способностью голоса Оскара бить стекло и даёт ему совет «всегда сидеть среди тех, кто на трибунах, и никогда не стоять перед ними». На прощание Бебра целует Оскара в лоб. Спустя некоторое время Оскар пробирается на трибуну во время собрания НСДАП, садится под кафедрой и с помощью своего барабана заставляет музыкантов на собрании играть «Голубой Дунай» и чарльстон.

#### Витрина
Оскар использует свою способность разрушать голосом стекло, чтобы склонить к воровству честных горожан: он проделывает отверстия в витринах, когда люди находятся рядом. Оскар даже делает вором Яна Бронски: тот, воспользовавшись ситуацией, крадёт из ювелирного магазина колье и дарит его Агнес.

#### Чуда не будет
Оскар и его мать стали чаще ходить в католическую церковь. Оскар вспоминает своё крещение и безуспешные попытки священника изгнать Сатану из него. Тем не менее он переходит в католицизм и наслаждается великолепным декором католических церквей. Больше всего Оскар впечатлён гипсовой скульптурой Девы Марии с младенцем Иисусом на руках. Оскар настолько поражён сходством между ним и скульптурой Иисуса, что отдаёт ей барабан. Он хочет услышать, как Спаситель барабанит, но ничего не происходит. Оскар злится и рыдает из-за неудачи.

#### Угощение на Страстную пятницу
На Страстную пятницу 1938 года Ян, Мацерат, Агнес и Оскар отправляются на пристань. Там они встречают человека, который ловит угрей, используя лошадиную голову в качестве приманки. От вида угрей в мёртвой голове у Агнёс начинается рвота, после чего Ян отводит её в сторону. В то же время Мацерат, восхищённый работой рыбака, покупает четырёх угрей и собирается приготовить их на ужин, что вызывает возмущение Агнес. Ян вмешивается и утешает Агнес, запустив руку ей под юбку. Агнес успокаивается и идёт играть в карты с мужем и Яном, как обычно. Оскар незаметно наблюдает за происходящим из шкафа.

#### Сужение от изголовья к изножью
После Страстной пятницы Агнес начинает есть рыбу в огромных количествах. Выясняется, что она беременна, но не хочет оставить ребёнка. Вскоре мать Оскара умирает, отравившись рыбой. Её хоронят в гробу, сужающемся к изножью.

#### Спина Герберта Тручински
Вскоре Оскар встречает Бебру, которого сопровождает карлица Розвита. Они идут в кафе, где Бебра зовёт Оскара выступать в цирке. Оскар благодарит Бебру за предложение, но отказывается. На память он вырезает на дне стакана надпись «От Оскара Розвите». Позднее Оскар встречает Герберта Тручински, который работает кельнером в баре. В этом баре Герберта каждый месяц ранит кто-нибудь из посетителей, из-за чего у него много шрамов на спине. Однажды Герберт, защищаясь, убивает посетителя и, испытывая муки совести, увольняется с работы. После этого он целыми днями сидит без дела в квартире своих родителей, расположенной в доме, где живёт и семья Оскара. Любознательный Оскар расспрашивает Герберта о его шрамах. Герберт и Оскар становятся друзьями.

#### Ниобея
Новоявленные друзья обворовывают несколько лавок и магазин, пользуясь навыком Оскара, но вскоре Герберт находит работу, став смотрителем в городском музее. Он вместе с Оскаром постоянно смотрит на зелёную гальюнную фигуру Ниобеи, которая, по-видимому, проклята, так как приносит несчастья всем своим владельцам. Несмотря на это, Оскар и Герберт играют с ней. Через несколько дней Герберт приходит в зал один. После этого к музею приезжает скорая помощь. Как оказалось, Герберт захотел совокупиться с фигурой и погиб от корабельного топорика.

#### Вера, надежда, любовь
Расстроенный смертью Герберта, его старый друг трубач Мейн напивается и вступает в СА под влиянием национал-социалистов. Мейн, проживающий в том же доме, что и Оскар, убивает своих четырёх котов и относит их в мусорный ящик. Однако коты, оказывается, ещё не умерли, и их, едва живых и шевелящихся в ящике для мусора, замечает часовщик Лаубшад. Часовщик подаёт жалобу на Мейна, и того исключают из СА за бесчеловечное обращение с животными. Во время Хрустальной ночи Оскар тайно заглядывает в лавку игрушек, где ему покупали барабаны, и видит, как отряды СА громят лавку. Владелец лавки Сигизмунд Маркус накладывает на себя руки.

### Книга вторая

#### Обломки
После разгрома лавки Маркуса Оскар лишается источника барабанов. Огорчённый, он обращается к Яну Бронски и просит, чтобы его барабан починил коллега Яна по польской почте Кобиелла, который раньше предлагал это сделать. Вечером 31 августа 1939 года Ян и Оскар прибывают в здание польской почты, которое осаждают нацисты. Служащие почты, в том числе Ян, готовятся к сражению. Оскар ходит по зданию и, увидев, что часы уже показывают девять, ложится спать в ящик для писем.

#### Польская почта
Оскар просыпается от выстрелов. Опасаясь за свой барабан, он прячет его под письмами. Вскоре он находит Яна и Кобиеллу: они отстреливаются из окон в операционном зале почты. Ян испытывает страх и пытается получить ранение, чтобы спастись. Зайдя в одну из комнат, Оскар находит барабан, похожий на тот, что был у него. Оскар пытается позвать Яна, чтобы тот помог ему снять барабан, но в пылу боя не может привлечь его внимание. После взрыва гранаты Кобиелла получает ранение, а новенький барабан падает с полки, и Оскар радостно берёт его. Ян относит Кобиеллу в ту же комнату, где Оскар оставил свой старый барабан: там размещают раненых.

#### Карточный домик
Оскар, Ян и Кобиелла играют в карты. Оскар даёт понять Яну, что он умеет говорить и даже играть в скат. У Яна во время игры начинаются галлюцинации. Кобиелла умирает от ран, а Ян начинает строить карточный домик. Защитники почты объявляют о капитуляции, и немцы заходят в комнату. Чтобы выжить, Оскар предаёт Яна и изображает маленького плачущего похищенного ребёнка. Оскара отвозят в больницу. Яна и других защитников польской почты расстреливают по приговору военного суда.

#### Он лежит в Заспе
Вскоре после выхода из больницы Оскар встречает Дурачка Лео, который работает на кладбище Заспе. Лео заманивает Оскара на кладбище пустой патронной гильзой. Там Оскар находит другие гильзы и карту из колоды карт для игры в скат. Оскар понимает, что Яна расстреляли и захоронили здесь. Зная это, он отправляется с гильзами и картой к Анне Бронски, его бабушке и тёте Яна. Оскар отдаёт ей эти предметы и шепчет ей на ухо, что «он лежит в Заспе». Сразу после этого Оскар убегает.

#### Мария
После обороны польской почты Оскар проводит много времени с матерью Герберта Тручински и её младшей дочерью Марией, которая становится первой любовью Оскара, будучи старше его примерно на год. Мария работает в лавке Мацерата и заботится об Оскаре, в каком-то смысле заменяя ему мать. Во время поездки на пляж Оскар улавливает исходящий от Марии запах ванили и засовывает голову ей между ног, пока она переодевается. Оскар сам не понимает, чего он хочет, и плачет, озадаченный своей первой эрекцией.

#### Порошок для шипучки
Оскар и Мария часто ходят на пляж. Во время одного такого похода из её сумки выпадает пакетик шипучего порошка. Мария высыпает немного порошка себе на ладонь, Оскар добавляет слюну, и порошок пенится. Мария облизывает руку; похоже, что ей это нравится. Однажды Мацерат оставляет Оскара переночевать в комнате Марии. Оскар спит в одной постели с Марией. В постели оказывается пакетик такого же порошка. Оскар повторяет действия с порошком, а затем насыпает его не в ладонь, а в пупок Марии. Шипение и бурление порошка в пупке возбуждают Марию, и Оскар получает свой первый сексуальный опыт.

#### Чрезвычайные сообщения
Спустя несколько дней Оскар застаёт Марию в постели с Мацератом. Оскар в ярости прыгает на Мацерата, и тот, ругаясь, уходит. Оскар пытается снова предложить ей пакетик, когда она сидит за столом после произошедшего, но она отказывается, после чего они спорят до слёз. Только после этого Оскар понимает, что потерял Марию. Мария и Мацерат женятся.

#### Нести своё беспамятство к фрау Грефф
Оскар проводит много времени в постели с женой зеленщика Греффа и изучает женскую анатомию. Грефф не возражает и лишь приносит таз с водой, полотенце и мыло, поскольку у его жены сильный запах.

#### Семьдесят пять килограммов
К всеобщему ужасу, Грефф вешается в подвале своей лавки, уравновесив себя при помощи картофеля. У него были неприятности с палатой мер и весов из-за неточностей при взвешивании фруктов и овощей. Толчком к самоубийству послужил вызов Греффа в суд из-за его сомнительных отношений с детьми, в особенности мальчиками.

#### Фронтовой театр Бебры
У Марии рождается сын Курт, и Оскар убеждён, что он является отцом Курта. Оскар обещает Курту барабан на третий день рожденья, как Агнес в своё время обещала барабан Оскару. Но вместо работы над карьерой «своего» сына Оскар встречает в третий раз Бебру, и тот убеждает его присоединиться к фронтовому театру, который он, Бебра, возглавляет. Оскар, Бебра и Розвита едут по городам Франции. Оскар и Розвита вступают в интимную связь.

#### Осматривать бетон, или мистически-варварски-скучливо
В конце концов фронтовой театр Бебры прибывает к «Атлантическому валу», а именно в Трувиль в Нормандии. Они посещают бетонные бункеры на пляже в сопровождении солдата по имени Ланкес. Когда военные замечают четырёх монахинь, идущих по пляжу, обер-лейтенант приказывает солдату убить их. После непродолжительного возражения он выполняет приказ, стреляя в монашек. Вечером того же дня фронтовой театр выступает перед военными. На следующий день, 6 июня 1944 года, союзники высаживаются в Нормандии, и труппа вынуждена бежать. Розвита выходит, чтобы взять чашку горячего кофе, и погибает от снаряда. Внутренне поражённый её смертью, Оскар возвращается домой.

#### Преемник Христа
Оскар успевает домой к третьему дню рожденья своего предполагаемого сына Курта 12 июня 1944 года и торжественно дарит Курту барабан. Однако Курту барабан не нравится, и он бьёт Оскара. Оскар не говорит Мацерату и Марии, где он пропадал. Через некоторое время Мария узнаёт, что её брат Фриц погиб на фронте. Мария, привязанная к Фрицу, ищет поддержки в протестантизме, но вскоре обращается в католичество и идёт с Оскаром в католическую церковь, куда Оскар уже ходил со своей матерью. Оскар снова встречается с фигурой Иисуса на руках Марии. Оскар незаметно снова передаёт Иисусу барабан, теперь уже с целью посмеяться над ним. Внезапно Оскар слышит барабанный бой; похоже, Иисус действительно барабанит. Когда Иисус спрашивает Оскара, любит ли тот его, Оскар отвечает, что не любит Иисуса. В ярости Оскар отнимает у Иисуса барабан и нарочно ломает один из пальцев ноги у гипсовой фигуры. После этого Оскар ходит в церковь каждую ночь, но Иисус больше не барабанит. По пути Оскар разбивает много стекла, включая уличные фонари.

#### Чистильщики
Во время одной из ночных прогулок Оскар встречает банду воров, которые называют себя чистильщиками. Банда состоит исключительно из подростков. Чистильщики окружают его, но Оскар показывает, на что способен его голос, после чего банда принимает его в свои ряды. Среди чистильщиков Оскар называет себя Иисусом из-за драматического переживания в церкви.

#### Рождественское представление
Оскар берёт на себя руководство бандой, однако в ней происходит раскол из-за внутренних разногласий. Часть банды вовлекается в политику, а другая часть, в том числе и Оскар, развивает псевдорелигиозные идеи. С помощью сообщника-служки, у которого были ключи, банда вламывается в церковь Сердца Христова незадолго до Рождества 1944 года, чтобы украсть фигуры. Однако унести фигуры они не успевают, так как приходит полиция. Банду штрафуют, но Оскара оправдывают, поскольку он изображает хнычущего мальчика, которого другие подростки склонили к участию в преступлении.

#### Муравьиная тропа
В начале 1945 года, вскоре после судебного процесса, война приходит в Данциг. Оскар и его семья прячутся в подвале Мацерата. Мать Марии умирает, её с трудом хоронят. Тем временем Мацерат, у которого остаётся значок членства в НСДАП, боится прихода русских. Когда советские солдаты заходят в подвал, он роняет значок на пол. Оскар подбирает значок и возвращает его Мацерату, после чего тот суёт значок себе в рот и начинает задыхаться. Один из солдат убивает Мацерата. Тем временем другие солдаты насилуют вдову Греффа.

#### Надо или не надо?
В квартиру Мацератов вселяется господин Файнгольд, переживший Холокост. Во время похорон Мацерата Оскар подумывает бросить барабан в могилу, обозначив тем самым отказ от игры на барабане и желание вырасти. В то время как Оскар бросает барабан в могилу, Куртхен до крови разбивает ему камнем голову, и Оскар падает в свежевырытую могилу. После этого Оскар снова начинает расти.

#### Дезинфекционные средства
Рост Оскара сопровождается болью и повышенной температурой. Господин Файнгольд пытается заботиться об Оскаре и его семье. Летом 1945 года он делает предложение Марии, но она отказывается и изъявляет желание уехать с Оскаром и Куртом в Рейнскую область к своей сестре Густе.

#### Расти в товарном вагоне
12 июня 1945 года Мария, Оскар, Курт и другие восточные беженцы покидают Данциг, который теперь становится польским городом Гданьском. Во время поездки на них несколько раз нападают, но им удаётся уцелеть. Оскар по-прежнему растёт и из-за боли попадает в больницу Дюссельдорфа. Мария становится уборщицей. После возобновления роста Оскар теряет способность разбивать голосом стекло. Он проводит в больнице почти год, и теперь его рост составляет не 94, а 123 сантиметра.

### Книга третья

#### Кремни и камни
Мария, Курт и Оскар живут с сестрой Марии Густой. Чтобы иметь средства к существованию, Мария и Курт торгуют на чёрном рынке: Мария продаёт искусственный мёд, а Курт — кремни. По чистой случайности он находит источник кремней, но никому не выдаёт его. Оскар не участвует в торговле, но много читает. Мария просит Оскара не сидеть на шее у семьи, а приняться за какое-нибудь дело. Чтобы избежать обвинений со стороны Марии, Оскар продаёт колье своей покойной матери Агнес, после чего упрёки в его адрес прекращаются на некоторое время. Однако Оскар понимает, что долго это не продлится, и находит себе работу: он становится учеником каменотёса Корнеффа. Оскар с большим удовольствием вытёсывает шрифты на могильных камнях, а для грубых камнетёсных работ ему, человеку невысокого роста, не хватает сил.

#### «Фортуна Норд»
Оскар заказывает себе костюм-тройку. Будучи в приподнятом настроении, он приглашает на свидание одну из своих бывших медсестёр, ту, с которой у него сложились особые отношения. Медсестра сбегает со свидания, смутившись вниманием толпы к их странной паре, но Оскар всё равно довольно хорошо проводит время. 

#### Мадонна 49
Подавленный таким ответом, Оскар увольняется. Он сидит в парке на скамейке напротив биржи труда. Там его находят студенты Академии художеств; они просят его позировать обнажённым. Оскар соглашается и вскоре становится натурщиком, получая почасовую оплату. Спустя некоторое время он встречает Ланкеса на празднике художников. Ланкес, ставший к тому времени студентом, убеждает Оскара позировать со своей музой Уллой. Так появляется картина «Мадонна 49», где Оскар изображён в качестве младенца Иисуса, сидящего на колене Мадонны-Уллы. Оскар на картине держит барабан, впервые после смерти Мацерата. Однако он лишь держит барабан в руках, а не играет на нём.

#### Ёж
Благодаря подработке в Академии художеств Оскар может себе позволить снимать комнату в квартире супругов Цайдлер. Комната Оскара находится рядом с комнатой медсестры, и он с самого начала очарован соседкой, хотя знает лишь, что её зовут Доротея и что она не всегда ночует в комнате. Оскар пытается узнать о ней больше и даже читает присланные Доротее письма. Он узнаёт, что одно из её писем отправил доктор Вернер, и считает Вернера её любовником.

#### В платяном шкафу
Оскар хочет узнать о Доротее больше и пробирается в её комнату. Он целыми днями надеется, что медсестра когда-нибудь забудет закрыть комнату. Через несколько недель Оскару удаётся проникнуть в комнату, он ворует несколько волос с расчёски Доротеи и мастурбирует в её шкафу. Его желание усиливается, он воображает, как становится частью её жизни.

#### Клепп
Покидая комнату Доротеи, Оскар встречает Эгона Мюнцера, известного также как Клепп, третьего жильца квартиры. Клепп — музыкант, играющий на духовых инструментах и переживающий творческий кризис. Оскар и Клепп заводят разговор, и Оскар достаёт свой барабан. Они музицируют и решают создать джазовую капеллу. Жизнь Клеппа налаживается. Оскару и Клеппу не хватает лишь гитариста, и они отправляются на его поиски.

#### На кокосовом половике
Однажды Цайдлер требует, чтобы Оскар и Клепп помогли ему разложить кокосовый ковёр. Оскар забирает себе остаток ковра, не поместившийся в коридоре, и использует его в качестве напольного коврика. Той же ночью Оскар голым идёт в туалет, прикрываясь ковриком. По пути в туалет он натыкается на Доротею. От неожиданности она падает на пол, путаясь в коврике, а Оскар укладывается на неё и притворяется Сатаной. Ошеломлённая и возбуждённая прикосновениями кокосового коврика, Доротея хочет заняться сексом с Оскаром. Однако он оказывается неготовым и испытывает головокружение. Доротея ускользает. Оскар, страдая, ещё долго лежит на коврике. Клепп и найденный им гитарист Шолле уносят Оскара в комнату. Клепп, Шолле и Оскар музицируют на берегу Рейна. Оскар называет их только что созданную капеллу «The Rhine River Three».

#### В луковом погребке
Вскоре капелла начинает играть в Луковом погребке по приглашению его владельца Шму. Суть Лукового погребка состоит в том, что посетители (в основном из высших слоёв общества) за приличную плату получают луковицу, нож и доску для резки лука, после чего разрезают лук, плача и высказывая свои проблемы. С помощью этого нередко удаётся укрепить отношения, завести новые или даже примирить спорящих людей. Задача капеллы состоит в том, чтобы излияние чувств не вышло из-под контроля. Тем не менее именно это происходит, когда однажды Шму в порядке исключения раздаёт посетителям по две луковицы. Начинается оргия. Клепп и Шолле не могут удержаться от смеха, но Оскар как ни в чём не бывало начинает барабанить. Его игра заставляет посетителей снова почувствовать себя детьми. Они даже мочатся в штаны.

#### У Атлантического вала, или бункера так и не могут избавиться от своего бетона
Спустя несколько дней Шму погибает в автомобильной аварии. На его похоронах Оскар встречает доктора Доша, возглавляющего концертное агентство. Он был в Луковом погребке в тот вечер, когда Оскар заставил посетителей почувствовать себя детьми, и теперь предлагает Оскару подписать контракт на сольные выступления. Оскар просит время на раздумья, но с радостью принимает аванс. Он планирует отправиться в небольшую поездку с Уллой, но Ланкес навязывает себя в спутники Оскару, а Уллу заставляет остаться дома. Оскар и Ланкес посещают бункера Атлантического вала, где они познакомились. Поедая жареную рыбу, они снова встречают монашек, гуляющих около бункеров. Ланкес насилует одну из монашек, и она топится в море. Ланкес сохраняет хладнокровие.

#### Безымянный палец
Вернувшись, Оскар идёт на биржу труда. Неожиданно он снова встречает Бебру. Тот сильно постарел, пользуется инвалидным креслом и резко обвиняет Оскара в аморальных действиях. Оскар в слезах подписывает контракт и отправляется на гастроли под именем Оскара Барабанщика. Он становится известным и зарабатывает много денег. С помощью заработанных денег он помогает Марии расстаться с её любовником и открыть магазин деликатесных товаров. Однако Оскар по-прежнему часто чувствует себя одиноко. Время от времени он одалживает собаку и гуляет с ней. В одну из таких прогулок собака находит человеческий безымянный палец; Оскар кладёт его себе в карман. Однако с дерева за ним наблюдает декоратор Витлар.

#### Хороший трамвай, или обожествление банки для консервирования
Витлар сразу подозревает, что найденный палец принадлежит жертве убийства. Однако Оскар и Витлар быстро становятся друзьями. Оскар делает несколько слепков с пальца, а затем помещает его в стеклянную банку и иногда молится на неё. Однажды вечером они угоняют пустой трамвай. Внезапно в него садятся три господина. Двое из них — бывшие солдаты, которые до сих пор охотятся за третьим, защитником польской почты Велюном, которого Оскар лично знал тогда. Оскару удаётся предотвратить убийство на конечной станции. Витлар завидует Оскару. Тот просит Витлара донести на него, рассказав полицейским о пальце. Витлар относит банку с пальцем в полицию. Оскар остаётся лежать на траве и лишь утром, когда корова лижет его лицо, решает бежать.

#### Тридцать
Поскольку путь к кашубским землям и к бабушке Оскара Анне отрезан железным занавесом, Оскар решает бежать в Америку, где может проживать его дед Йозеф Коляйчек. На поезде Оскар пересекает бельгийскую границу и прибывает в Париж, чтобы в аэропорту Орли сесть на самолёт в Америку. На станции метро Мезон-Бланш по пути на ведущий к аэропорту Северный вокзал Оскара выслеживают и арестовывают французские полицейские. По решению суда Оскара помещают в психбольницу, где он встречает тридцатилетие. В глазах суда он является убийцей Доротеи. Уликами являются палец в банке и молитва Оскара. Однако впоследствии в его вине начинают сомневаться, и есть возможность его скорого освобождения. Оскар опасается этого. Палец принадлежал Доротее, а убила её медсестра Беата. Мотивом убийства была ревность: доктор Вернер любил Доротею, а не Беату, хотя Доротея не отвечала взаимностью. Доротея пыталась успокоить Беату. После исчезновения или убийства Доротеи доктор Вернер заболевает. Беата знает, что он принадлежит ей лишь до выздоровления, и из-за её действий доктор умирает.

## История написания
Идея романа зародилась летом 1952 года во время путешествий Гюнтера Грасса по Франции. Вот как об этом пишет сам автор:

«В заурядной ситуации после обеда я увидел среди взрослых, которые пили кофе, трёхлетнего мальчика с жестяным барабаном. Мне бросилось в глаза и осталось в памяти, как, забыв обо всём, трёхлетний ребёнок был захвачен этим инструментом и как он одновременно игнорировал мир взрослых (тех, что после обеда пили кофе и болтали)».
Под этим впечатлением Грасс написал стихотворение, в котором впервые появилась фигура Оскара Мацерата. Это стихотворение, до сих пор так и не опубликованное, стало предвестником романа за семь лет до его написания.
После переезда с женой в Париж Грасс ушёл в работу над текстом будущего романа, над которым работал непрерывно. Его жена, друзья и знакомые были первыми слушателями отрывков и страниц будущего произведения в авторском исполнении. В это время, как признаётся сам писатель, он уделял очень мало времени своей жене и детям-близнецам, которые именно тогда родились.
Весной 1958 года Гюнтер Грасс посетил Гданьск, город, в котором он родился и рос. Ему нужны были свежие впечатления для раздела, где речь шла об обороне польской почты в Гданьске от немцев 1 сентября 1939 года. Он хотел встретиться со свидетелями этого героического и трагического события, столь важного для истории Польши.
История возникновения романа описана автором в его статье «Ретроспективный взгляд на „Жестяной барабан“ — или автор как сомнительный свидетель. Свидетельство в своём деле».
«Жестяной барабан» может показаться автобиографическим, однако в начале книги автор отмечает, что имена и события являются вымышленными, а любые совпадения с реальными — случайностью. В основе романа лежат воспоминания Грасса из собственной жизни, которые, однако, сознательно искажены, соблазняя читателей обманчивым сходством.

## Экранизация
Подобно тому, как роман стал классикой мировой литературы, экранизация романа (1979 г., режиссёр Фолькер Шлёндорф) стала классикой мирового кинематографа. Фильм удостоен «Золотой пальмовой ветви» Каннского кинофестиваля и премии «Оскар».

## Памятник
В Гданьске, который является родиной Гюнтера Грасса и местом действия романа, установили небольшую бронзовую фигуру Оскара. Осенью 2015 года, вскоре после смерти Грасса, рядом с этой фигурой писателю поставили памятник, также из бронзы.